# 13 (Die-Ärzte-Album)
13 ist das achte Studioalbum der deutschen Punkrock-Band Die Ärzte. Es wurde am 25. Mai 1998 als erste Veröffentlichung auf dem bandeigenen Label Hot Action Records herausgebracht und erreichte in Deutschland Platin-Status, in Österreich und der Schweiz wurde es jeweils mit Gold ausgezeichnet.

## Hintergrund
Das Album ist das 8. reguläre Studioalbum der Ärzte. Auf dem Cover ist eine schwarze Billardkugel zu sehen, doch anstatt der beim Billard üblichen Bedruckung „8“ für die schwarze Kugel ist die Zahl „13“ abgebildet. Soweit man sich nicht nur auf die regulären Albumveröffentlichungen der Band beschränkt, so ist dieses Album auch das 13. der Gruppe.
Die Vinyl-Version des Albums erschien in limitierter Edition von 500 Stück als Doppel-EP im 10″-Format, damit stellt sie bis heute die kleinste Auflage eines Ärzte-Albums und gilt daher unter Sammlern als Rarität. Den Vertrieb des Albums übernahm die PolyGram-Group.

## Lieder

### Party stinkt
Beim einleitenden Gespräch sowie dem Gespräch am Ende des Liedes handelt es sich um Zitate aus der Serie Die Simpsons. Die einleitenden Worte spricht Homer Simpson in der zwanzigsten Folge der zweiten Staffel zu einem Gast auf seiner Party. Das Gespräch am Ende des Songs entspringt einer Rückblende Homers auf diese Party während eines Streites mit Marge.

### Männer sind Schweine
Die Single Ein Schwein namens Männer erreichte im gesamten deutschsprachigen Raum Platz 1 der Chartlisten und wurde damit zu einer der kommerziell erfolgreichsten Veröffentlichungen der Band. Zu diesem positiven Ergebnis trug unter anderem das mittlerweile sehr populäre Video zum Lied Männer sind Schweine bei, in ihm ist eine Schießerei zwischen der Videospiel-Heldin Lara Croft und den drei Bandmitgliedern zu sehen, an deren Ende die Musiker unterliegen.
Männer sind Schweine wurde von der Band lange nicht mehr live gespielt, da es ihr nicht gefiel, dass das Lied auf dem Oktoberfest gespielt wurde oder auf diversen Ballermann-CDs Coverversionen des Songs auftauchten. Besucher des Oktoberfests und Ballermann-Fans seien nicht das Zielpublikum der Band. Mehreren Interviews ist zu entnehmen, dass die Band nicht nur auf Männer sind Schweine reduziert werden wollte.
Trotz allem tauchte der Song 2012 in der Setlist des letzten Konzertes der Das-Comeback-Tour wieder auf.

### Weitere Lieder
Bei Goldenes Handwerk handelt es sich um eine selbstironische Darstellung von Schlagzeuger Felsenheimer, der im Vergleich zu Farin Urlaub angeblich weniger intellektuell und gebildet ist (Textauszug: „(…) bin loyal, aber dumm (…)“).
Der Grotesksong ist ein ironisch zu verstehender Protestsong gegen Protestsongs, Demonstranten und die Ökobewegung aus der Feder von Farin Urlaub, der selbst Greenpeace-Mitglied ist.
Auf dem Album befindet sich der Hidden Track Lady im Pregap am Anfang der CD. Im Intro hierzu spricht Gene Simmons von Kiss. Je nach Medium (CD, MC, LP, Single) beinhaltet Männer sind Schweine ein anderes Sample.
In dem Lied Der Infant befindet sich ein Zitat mit den Worten „… das ganze Gehirn weggelutscht“. Das Zitat stammt aus dem Film Starship Troopers von Paul Verhoeven. Weiterhin zitiert das Lied zwei Lieder der australischen Hard-Rock-Band AC/DC: Zu Beginn des Liedes singt Bela B. Dirty Deeds Done Dirt Cheap, am Schluss des Liedes wird Highway to Hell angesungen.

## Titelliste
1. Punk ist… (Bela B.) – 3:42 (inkl. Hidden Pregap-Track Lady (Rodrigo Gonzalez / Bela B., Rodrigo Gonzalez) – 3:55)
2. Ein Lied für dich (Farin Urlaub) – 2:43
3. Goldenes Handwerk (Bela B.) – 3:34
4. Meine Freunde (Farin Urlaub) – 1:47
5. Party stinkt (Bela B.) – 3:26
6. 1/2 Lovesong (Rodrigo Gonzalez / Bela B., Rodrigo Gonzalez) – 3:52
7. Ignorama (Bela B., Rodrigo Gonzalez/Bela B.) – 2:46
8. Nie wieder Krieg, nie mehr Las Vegas! (Farin Urlaub) – 2:36
9. Rebell (Farin Urlaub) – 3:51
10. Der Graf (Bela B.) – 3:44
11. Grau (Farin Urlaub) – 2:45
12. Angeber (Farin Urlaub) – 2:58
13. Männer sind Schweine (Farin Urlaub) – 4:17
14. Liebe und Schmerz (Bela B.) – 3:52
15. Nie gesagt (Farin Urlaub) – 4:57
16. Der Infant (Bela B.) – 3:05
17. Grotesksong (Farin Urlaub) – 3:40

## Chartplatzierungen
| ChartsChartplatzierungen | Höchstplatzierung | Wochen |
| ------------------------ | ----------------- | ------ |
| Deutschland (GfK)        | 1 (29 Wo.)        | 29     |
| Österreich (Ö3)          | 2 (16 Wo.)        | 16     |
| Schweiz (IFPI)           | 1 (20 Wo.)        | 20     |

| ChartsJahrescharts (1998) | Platzierung |
| ------------------------- | ----------- |
| Deutschland (GfK)         | 10          |
| Österreich (Ö3)           | 18          |
| Schweiz (IFPI)            | 30          |

## Auszeichnungen für Musikverkäufe
| Land/Region        | Auszeichnungen für Musikverkäufe (Land/Region, Auszeichnung, Verkäufe) | Verkäufe |
| ------------------ | ---------------------------------------------------------------------- | -------- |
| Deutschland (BVMI) | Platin                                                                 | 500.000  |
| Österreich (IFPI)  | Gold                                                                   | 25.000   |
| Schweiz (IFPI)     | Gold                                                                   | 25.000   |
| Insgesamt          | 2× Gold · 1× Platin ·                                                  | 550.000  |